# Kalāteh-ye Mīrzā Rajab
Kalāteh-ye Mīrzā Rajab (persiska: کلاته میرزا رجب) är en ort i Iran.   Den ligger i provinsen Khorasan, i den nordöstra delen av landet, 600 km öster om huvudstaden Teheran. Kalāteh-ye Mīrzā Rajab ligger 1 319 meter över havet och antalet invånare är 439.
Terrängen runt Kalāteh-ye Mīrzā Rajab är kuperad söderut, men norrut är den platt. Terrängen runt Kalāteh-ye Mīrzā Rajab sluttar norrut. Runt Kalāteh-ye Mīrzā Rajab är det ganska glesbefolkat, med 38 invånare per kvadratkilometer. Närmaste större samhälle är Fārūj, 12,8 km norr om Kalāteh-ye Mīrzā Rajab. Trakten runt Kalāteh-ye Mīrzā Rajab består i huvudsak av gräsmarker.